# توماس میدلتون

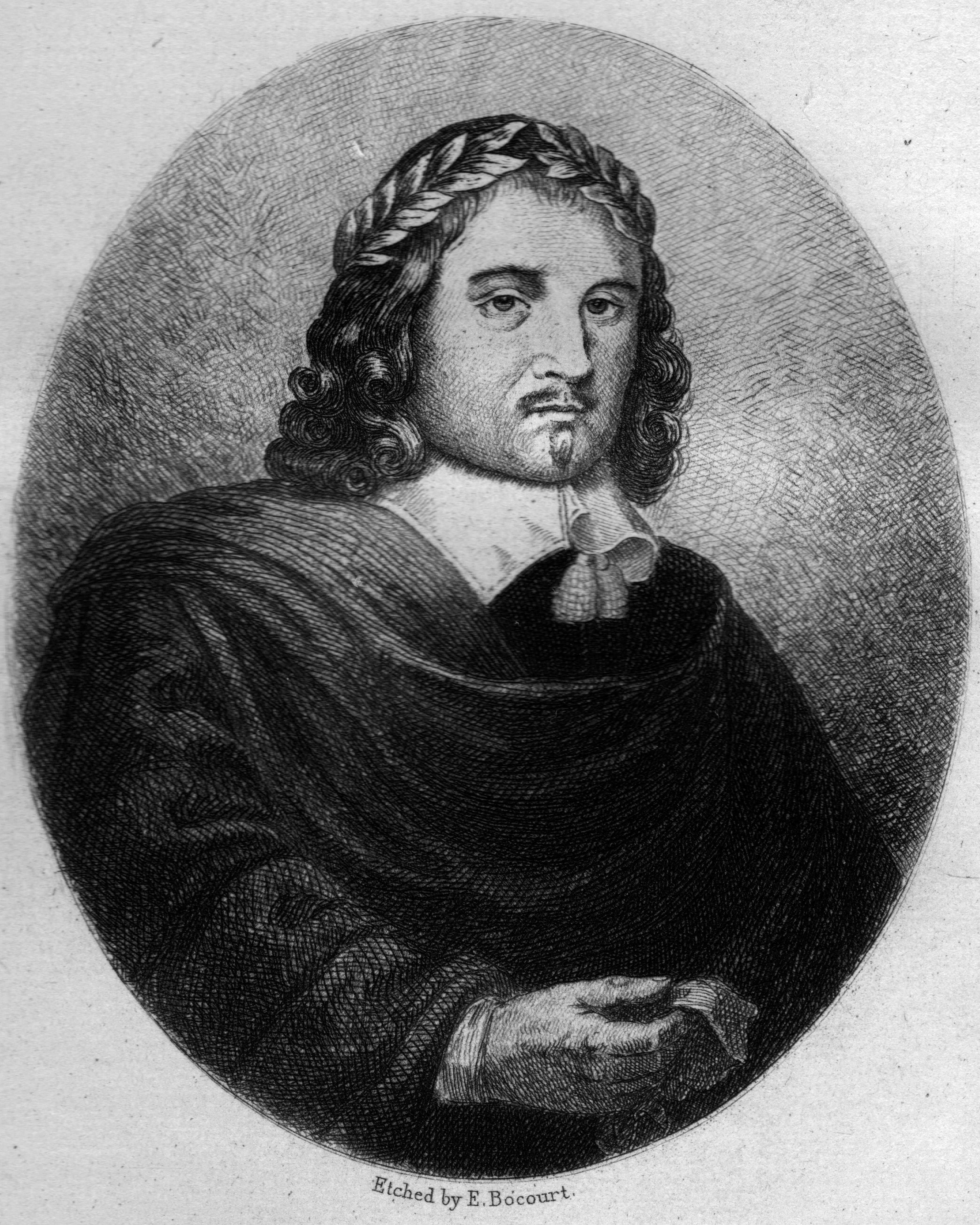

توماس میدلتون (به انگلیسی: Thomas Middleton) (۱۵۸۰ - ژولای ۱۶۲۷) نمایشنامه نویس و شاعر دوره ی جاکوبین ادبیات انگلستان است. او از جمله معدود دراماتیست‌های رنسانس است که در تراژدی و کمدی به موفقیت یکسان دست پیدا کرد. او در لندن به دنیا آمد. پدرش ابتدا یک آجرچین بود که بعدها به مال و منال دست پیدا کرد. املاک او اتفاقاً درست چسبیده به سالن تئاتر کرتن بود. میدلتون در کودکی پدر خود را از دست داد و مادرش دوباره ازدواج کرد اما ازدواج مادر مشکلات حقوقی زیادی برای خانواده دست و پا کرد.

## زندگی
میدلتون در لندن به دنیا آمد و در 18 آوریل 1580 غسل تعمید یافت. او پسر یک آجرپز بود که خود را به مقام یک نجیب‌زاده رسانده بود و دارای ملکی در مجاورت تئاتر کرتن در شوردیچ بود. میدلتون پنج ساله بود که پدرش فوت کرد و ازدواج مجدد بعدی مادرش به یک جنگ 15 ساله بر سر ارث توماس و خواهر کوچکترش بدل شد – تجربه‌ای که او را در مورد سیستم حقوقی آگاه کرد و شاید دلیل طنز مکرر او علیه حرفه وکالت همین باشد.
میدلتون در سال 1598 در کالج کوئینز کالج تحصیل کرد، اما فارغ‌التحصیل نشد. قبل از اینکه در سال‌های ۱۶۰۰ یا ۱۶۰۱ آکسفورد را ترک کند، سه شعر بلند به سبک‌های رایج الیزابتی نوشت و منتشر کرد. به نظر می‌رسد که هیچ یک از آنها موفقیت خاصی نداشته است، و یکی از آنها، کتاب طنزهای او، با ممنوعیت کلیسای انگلیکن در مورد طنزهای شعر مواجه و سوزانده شد. با این وجود، فعالیت ادبی او آغاز شد.
در اوایل قرن هفدهم، میدلتون با نوشتن جزوه‌های موضوعی امرار معاش کرد؛ از جمله آنها- پارلمان بی‌پول شاعران مندرس - که چندین بار تجدید چاپ شد و موضوع تحقیق پارلمانی شد، در همان زمان، نوشته‌های «خاطرات فیلیپ هنزلو» نشان می‌دهد که میدلتون برای گروه تئاتر مردان ادمیرال می‌نوشت. برخلاف شکسپیر، میدلتون یک نویسندۀ آزاد باقی ماند و می‌توانست برای هر گروهی که او را استخدام می‌کرد، بنویسد. اوایل کار نمایشی او با بحث و جدل همراه بود. دوستی او با توماس دکر او را با بن جانسون و جورج چپمن در «نبرد تئاترها» درگیر کرد. کینه علیه جانسون تا اواخر سال 1626 ادامه یافت، زمانی که جانسون به میدلتون درمورد نمایش موفقش، بازی شطرنج، توهین کرد. گفته می‌شود که ماسک «اینرتمپل» میدلتون (1619) به جانسون (که در آن زمان در اسکاتلند بود) توهین کرده، او را "آجرچین خاموش" می‌نامد.
در سال 1603، میدلتون ازدواج کرد. در همان سال شیوع طاعون باعث شد تا تئاترهای لندن تعطیل شوند، در همین هنگام جیمز اول به تاج و تخت انگلیس رسید. این رویدادها آغاز بزرگترین دوره میدلتون به عنوان یک نمایشنامه‌نویس بود. میدلتون در زمان طاعون به نوشتن جزوه‌های منثور روی آورد. پس از آن، با تولید تقریباً تعداد زیادی نمایشنامه برای چندین گروه و در چندین ژانر، به ویژه «کمدی شهری» و «تراژدی انتقام‌»، با انرژی فراوان به درام بازگشت. او به همکاری با دکر ادامه داد: این دو نمایشنامۀ «دختر عربده‌جو» را که زندگی‌نامه‌ی یک شخصیت حقیقی، زنی به نام مری فریت است، تهیه کردند.
در دهه 1610، میدلتون همکاری پرباری را با بازیگر ویلیام رولی آغاز کرد و در ساخت نمایش‌های بسیاری با او همکاری کرد. میدلتون که در سال 1613 به تنهایی کار می‌کرد، یک شاهکار کمدی ساخت: دوشیزۀ پاکدامن در چیپ‌ساید. او همچنین به طور فزاینده‌ای با کارناوال‌های شهری برای مثال جشن شهردار درگیر شد و در سال 1620 رسماً به عنوان گاه‌شمار لندن منصوب شد، مقامی که تا زمان مرگش در سال 1627 حفظ شد، و آن زمان این مقام به جانسون انتقال یافت.
چنین وظایف رسمی باعث وقفه در نوشتن نمایشنامه میدلتون نشد. در دهه 1620 تراژدی «بدل» او و رولی به روی صحنه رفت. در سال 1624، زمانی که تمثیل نمایشی او «بازی شطرنج» توسط مردان پادشاه به صحنه رفت، به اوج شهرت رسید. این نمایشنامه از یک بازی شطرنج برای ارائه و هجو دسیسه‌های اخیر پیرامون مسابقه اسپانیا استفاده کرد. اگرچه رویکرد میدلتون به شدت میهن‌پرستانه بود، شورای محرمانه پس از دریافت شکایت از سفیر اسپانیا، نمایشنامه را پس از 9 اجرا توقیف کرد. میدلتون با مجازاتی نامعلوم و احتمالاً ترسناک روبرو شد. از آنجایی که در کارنامۀ حرفه‌ای میدلتون، پس از بازی شطرنج نمایشنامۀ دیگری ثبت نشده، احتمال دارد منع نمایشنامه‌نویسی از جمله مجازات او بوده باشد.

## آثار
بدل، جادوگر، قانون پیران، دوشیزه‌ای پاک در چیپ ساید از جمله کارهای اوست. در سال ۱۶۱۰، میدلتون همکاری پربار خود با ویلیام رولی (نمایشنامه‌نویس) و هنرپیشه را آغاز کرد. نتیجهٔ این همکاری، تحریر سه نمایشنامه است. او «تیمون آتِنی» را با ویلیام شکسپیر نوشت

## مرگ
در سال ۱۶۲۴، میدلتون نمایشنامه‌ای میهن پرستانه را روی صحنه برد، با نام، بازی شطرنج، که در آن وقایع سیاسی وقت را در قالب بازی شطرنج به سخره گرفت. نمایش مربوطه ۹ اجرا را تجربه کرد، و در طی این چند اجرا، مورد استقبال بی نظیری واقع شد، اما با اعتراض سفیر اسپانیا در انگلستان، اجرای نمایش متوقف شده، دست اندر کاران و هنرپیشگان به دادگاه فراخوانده شده و میدلتون نیز مدتی حبس را در زندان فلیت تجربه کرد. این نمایش پایان فعالیت میدلتون در تئاتر تجاری بود. میدلتون، سه سال بعد، یعنی در ژوئیه ۱۶۲۷، چشم از جهان فروبست.

## شهرت
آثار میدلتون مدت‌ها مورد ستایش منتقدان ادبی از جمله الگرنون چارلز سوئینبرن و تی.اس. الیوت بوده است. دومی فکر می‌کرد که میدلتون بعد از شکسپیر دومین نفر است. نمایشنامه‌های میدلتون در طول قرن بیستم و تا قرن بیست و یکم به روی صحنه رفتند و هر دهه تولیدات بیشتری نسبت به گذشته ارائه می‌کرد. حتی برخی از آثار کمتر آشنا از او روی صحنه رفته اند. نمایشنامۀ نزاع نیکو در تئاتر ملی و قانون پیران توسط گروه تئاتر رویال شکسپیر اجرا شد. «بدل» نیز چندین بار برای فیلم اقتباس شده است. «تراژدی دادخواه» برای فیلم تراژدی انتقام‌جویان الکس کاکس اقتباس شد که تیتراژ ابتدایی آن نویسندگی نمایشنامه را به میدلتون نسبت می‌دهد گرچه بسیاری منتقدان ازجمله تی.اس.الیوت این اثر را از آن سیریل تِرنر می‌دانند.